# Hylaeargia magnifica
Hylaeargia magnifica là loài chuồn chuồn trong họ Platycnemididae. Loài này được Michalski miêu tả khoa học đầu tiên năm 1996.